# Jacques Brel
Jacques Romain Georges Brel (Schaerbeek, 8 aprile 1929 – Bobigny, 9 ottobre 1978) è stato un cantautore, compositore, attore e poeta belga di lingua francese.
Ricordato nelle nazioni francofone anche come attore e regista teatrale, partecipò nel 1969 al film Mio zio Beniamino, l'uomo dal mantello rosso nel ruolo principale. Considerato oggi uno dei più grandi poeti del '900; 
inoltre, scrisse, diresse e apparve nel film Le Far-West, candidato nel 1973 alla Palma d'oro del Festival di Cannes.

## Biografia
Figlio di Romain Jérôme Brel (1883-1964) e Lambertine "Lisette" Van Adorp (1896-1964), nacque a Schaerbeek, Belgio, un comune dell'agglomerazione urbana di Bruxelles, ma visse la maggior parte della sua vita a Parigi. Ancora giovane decise di abbandonare la sua carriera di cantante per ritirarsi a vivere in Polinesia, nelle isole Marchesi, dopo avere girato il mondo a bordo del suo veliero, l'Askoy. 
Forte fumatore, morì quarantanovenne a Bobigny, nei sobborghi della capitale francese, dove era tornato negli ultimi periodi della sua vita e fu sepolto nelle isole Marchesi in Polinesia francese.

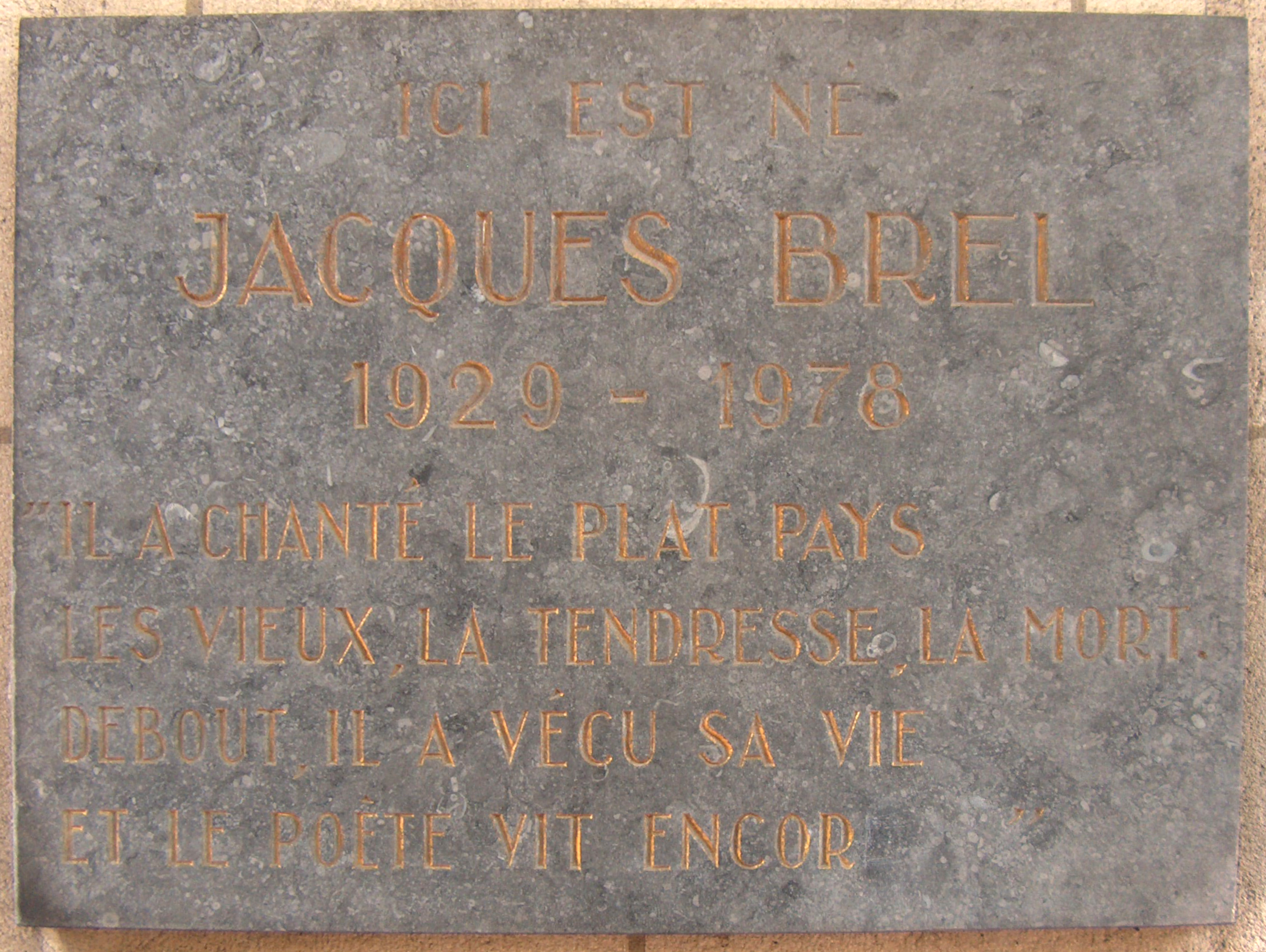
Targa sulla casa dove è nato

### Primi anni
Sebbene la sua famiglia parlasse francese, aveva ascendenza fiamminga. Qualche familiare era originario di Zandvoorde, nei pressi di Ypres. Suo padre era co-direttore di un'azienda che produceva cartone. Jacques e suo fratello maggiore Pierre crebbero in un ambiente austero, studiando in una scuola cattolica. Entrambi erano membri dell'associazione locale di scout. La famiglia viveva al 138 di Avenue du Diamant, a Schaerbeek. Jacques aveva uno splendido rapporto con la madre, affascinato dalla tenerezza e dalla gentilezza che la donna dimostrava nei suoi confronti.
Nel 1941 i genitori iscrissero Jacques all'Institut Saint-Louis, in rue du Marais, vicino al Giardino Botanico di Bruxelles. Sebbene si mostrasse debole in molte materie, mostrava un lodevole talento per la scrittura. Scriveva storie brevi, poesie e versi. Nel 1944, all'età di 15 anni, Jacques cominciò a suonare la chitarra. Negli anni seguenti formò un gruppo teatrale con i suoi amici e cominciò a scrivere i suoi primi copioni.
Brel non fu mai un bravo studente e venne bocciato in molti esami. Nell'agosto del 1947, all'età di 18 anni, andò a lavorare con il padre nella sua azienda. In questo stesso periodo si unì a un'associazione cattolica locale, La Franche Cordée. Nel 1948 cominciò a prestare servizio part time nei militari. L'anno successivo divenne presidente de La Franche Cordée.
Mentre lavorava per La Franche Cordée incontrò la sua futura moglie, Thérèse Michielsen, conosciuta dagli amici come Miche. Jacques e Miche si sposarono il primo gennaio del 1950; la cerimonia si tenne a Laeken, un quartiere di Bruxelles. Il 6 dicembre del 1951 ebbero la loro prima figlia, Chantal.
Nel 1952 Brel cominciò a scrivere canzoni e a cantarle nei cabaret di Bruxelles. La famiglia e gli amici di Brel non sopportavano le sue esibizioni, considerandole troppo violente ed emotive. Non apprezzavano neanche i testi delle sue canzoni. Fu in questo periodo che Brel cominciò a esibirsi presso una stazione radio locale.

### Carriera musicale
Nei primi anni cinquanta, Brel abbandonò la famiglia di provenienza e si trasferì a Parigi, dove per guadagnarsi da vivere iniziò a scrivere musica e cantare nei cabaret e nelle sale concerti della città. Sul palco portava le sue canzoni accompagnate da grande gestualità. Nel 1954 realizzò il suo primo disco intitolato Le Diable, che conteneva il brano di successo Ça va, con il quale vinse il Disco d'oro poco tempo più tardi. A quel punto, anche sua moglie e le figlie si trasferirono dal Belgio nella capitale francese. Nel 1956, mentre stava girando l'Europa, registrò la canzone Quand on n'a que l'amour che gli permise di ricevere il primo importante riconoscimento. Apparve in uno show con Maurice Chevalier e Michel Legrand.
Nei suoi testi esplora l'amore (Je t'aime, Litanies pour un retour, Dulcinéa), la società (Les Singes, Les Bourgeois, Jaurès) e il lato spirituale (Le bon Dieu, Dites, si c'ètait vrai, Fernand). Non ebbe un unico stile: fu abile sia nelle composizioni divertenti (Les Bonbons, Le Lion, Comment tuer l'amant de sa femme...) sia in quelle drammatiche (Voir un ami pleurer, Fils de..., Jojo). Fu un "pittore" creativo e innovativo della quotidianità, dotato di una vena poetica assai rara. L'utilizzo intelligente delle parole era singolare e semplice e rivelava un forte vocabolario visuale. Pochi autori sono stati considerati in grado quanto lui di infondere attualità e senso ai testi utilizzando poche parole di uso comune.
Brel possedeva anche un intenso senso della metafora. In Je suis un soir d'été racconta che cosa osserva mentre scende sulla città. Benché fosse considerato un maestro con i testi, i suoi temi musicali non erano da meno, e pure qui non si limitò a un unico stile. Compose melodie ritmiche, accattivanti e vivaci (L'Aventure, Rosa, Au printemps), così come canzoni tristi e solenni (J'en appelle, Pourquoi faut-il que les hommes s'ennuient?). Il romanticismo lirico di Brel a volte si dispiegava con amara ironia e in certi versi le sue canzoni d'amore mostravano frustrazioni e risentimenti sommessi. Nei suoi perspicaci e compassionevoli ritratti dei "rifiuti della società" — alcolisti, vagabondi, drogati, prostitute (Jef e Jacky) — evitava facili sentimentalismi, e dipingeva il lato sgradevole della vita.
Compose e registrò quasi esclusivamente in francese, ed è tuttora considerato nei paesi francofoni uno dei migliori compositori di tutti i tempi. Occasionalmente includeva nei suoi testi parti in nederlandese (nella variante fiamminga), come in Marieke, e registrò perfino alcune canzoni completamente in nederlandese come Le Plat Pays e Les Bourgeois (a causa della sua scarsa conoscenza della lingua nederlandese, le traduzioni di queste canzoni furono eseguite da Ernst van Altena, famoso traduttore di canzoni francesi). Il suo atteggiamento verso i fiamminghi era contraddittorio: a volte si dichiarava fiammingo e presentava se stesso come un cantante fiammingo, ma allo stesso tempo irrideva il loro stile di vita rozzo con canzoni come Les Flamandes. Più tardi nella sua carriera Brel si scagliò contro i flamingants (i sostenitori del movimento fiammingo). In La, la, la (1967) scrisse il verso «Vive les Belgiens, merde pour les flamingants» (Viva i belgi, merda per i "flamingants"), e in Les F… (1977) dipinse i "flamingants" come «Nazis durant les guerres et catholiques entre elles» ("nazisti durante le guerre e cattolici tra di esse").

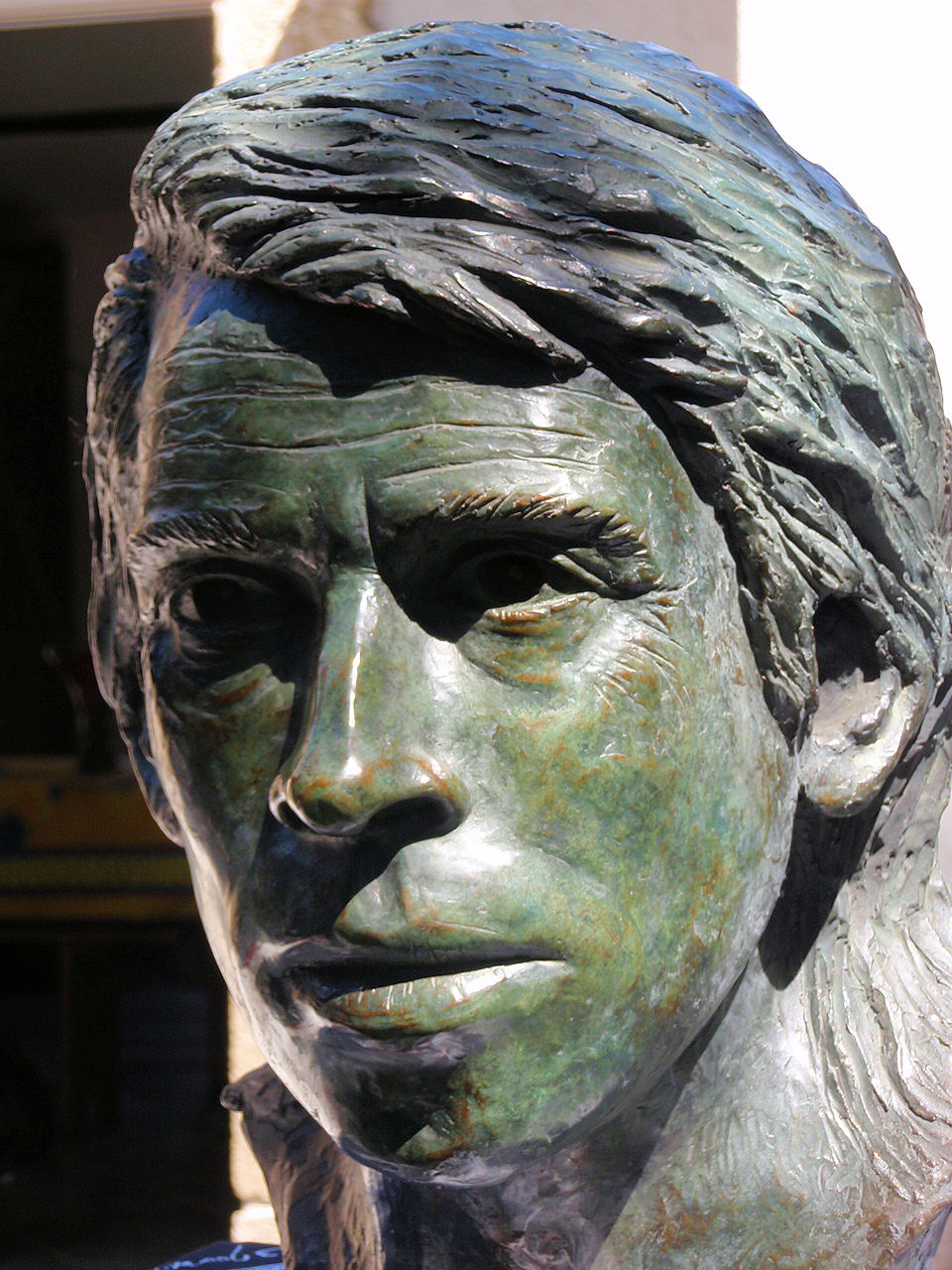
Busto di bronzo realizzato in occasione del 30º dalla sua morte

Sebbene Brel considerasse la Francia come la propria nazione spirituale ed esprimesse sovente dichiarazioni negative sulla propria terra alcune delle sue migliori composizioni sono un accorato omaggio al Belgio: Le Plat Pays e Il neige sur Liège. Come attore ottenne fama recitando insieme a Claude Jade nel film Mio zio Beniamino, l'uomo dal mantello rosso e insieme ad Annie Girardot nel film La banda Bonnot. Apparve nel musical L'Homme de la Mancha, del quale fu anche regista e traduttore. Prese parte a svariati film, ma le sue interpretazioni non godono della stessa considerazione delle sue esibizioni musicali. Per vent'anni fu una delle maggiori stelle a guadagnarsi riconoscimenti al di là del pubblico francofono. Nel 1973, sì ritirò nella Polinesia francese, rimanendovi fino al 1977 quando tornò a Parigi e registrò il suo ultimo album. Morì nel 1978, all'età di 49 anni di cancro ai polmoni, da cui era affetto da circa dieci anni e fu sepolto nel Calvary Cemetery ad Atuona, Hiva Oa, Isole Marchesi, nella Polinesia francese, a pochi metri dal pittore francese Paul Gauguin. Jacques Brel is Alive and Well and Living in Paris è uno spettacolo di varietà musicale sull'arte di Jacques Brel, eseguito in giro per il mondo per molti anni, che include traduzioni in rima dei suoi lavori in inglese; fu composto da Mort Shuman, amico di Brel, e debuttò nel 1968. L'opera è eseguita da due uomini e due donne (originariamente Elly Stone, Mort Shuman, Shawn Elliott e Alice Whitfield). Nel 1974 ne venne tratto un film.
(Enrico de Angelis)

### Carriera cinematografica

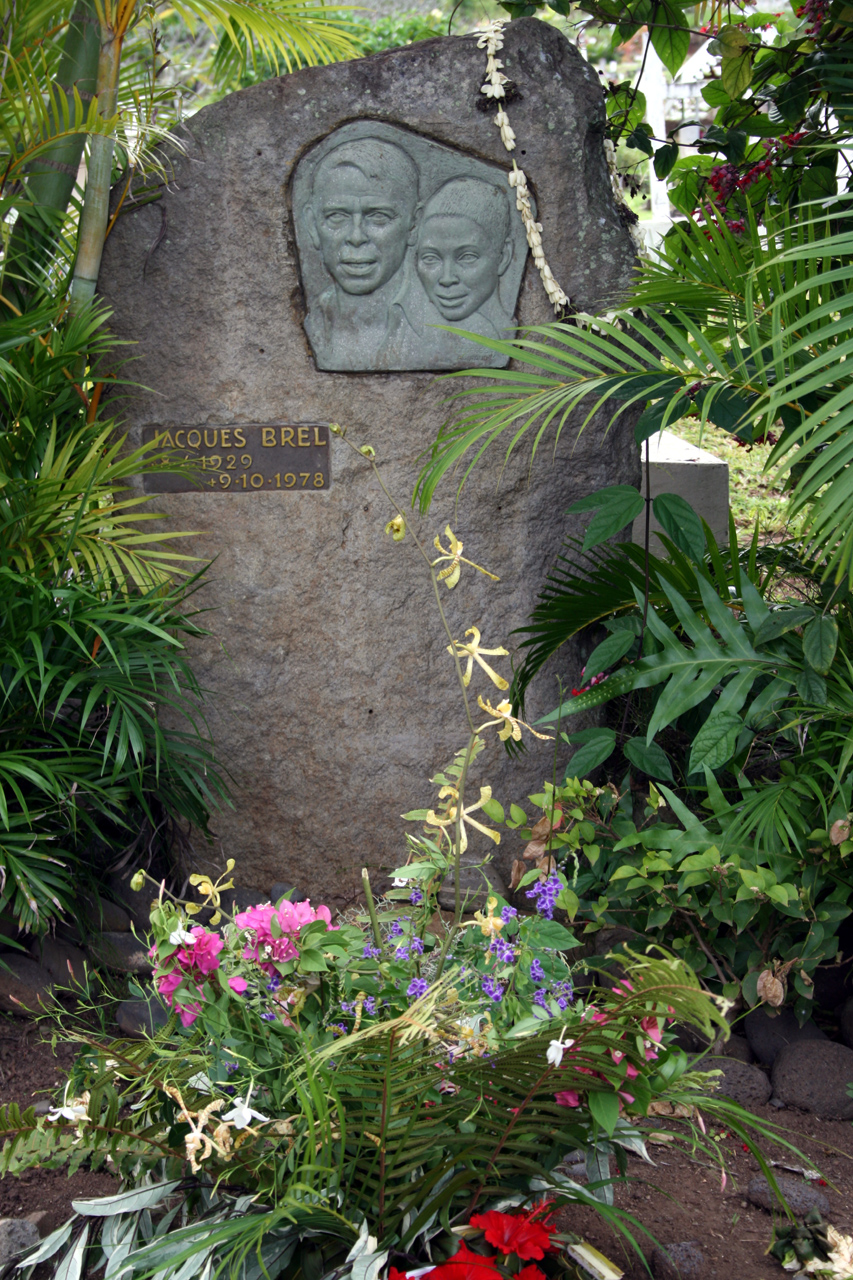
Tomba di Jacques Brel ad Atuona

Nel 1967 Brel iniziò la sua carriera d'attore cinematografico, apparendo nel film Les Risques du métier di André Cayatte, con Emmanuelle Riva, Jacques Harden e Nadine Alari. Brel produsse anche la colonna sonora, insieme a François Rauber. Il film uscì nelle sale il 21 dicembre del 1967 e l'interpretazione di Brel, nei panni dell'insegnante di scuola Jean Doucet, fu apprezzata dalla critica.
Nel 1968 apparve nel suo secondo film, La banda Bonnot, diretto da Philippe Fourastié, con Annie Girardot e Bruno Cremer. Ancora una volta, la colonna sonora fu composta da Brel stesso e da François Rauber. Il film era ambientato a Parigi nel 1911 e Brel vestiva i panni di un anarchico ed ex galeotto, Raymond-la-Science. Il film uscì nelle sale il 30 ottobre del 1968.
Nel 1969 recitò nel suo terzo film, Mio zio Beniamino, l'uomo dal mantello rosso, diretto da Édouard Molinaro, con Claude Jade e Bernard Blier. Produsse anche la colonna sonora. Il film era ambientato nel 1750 durante il regno di Luigi XV. Brel recitava nel ruolo di un dottore chiamato Benjamin, il quale si innamorava della figlia di un locandiere. Il film uscì il 28 novembre del 1969.
Nel 1970 apparve nel suo quarto film, Mont-Dragon, diretto da Jean Valère con Françoise Prévost, Paul le Person e Catherine Rouvel, con la sceneggiatura di Robert Margerit. Brel vestiva i panni di un soldato chiamato Georges Dormond. Il film uscì il 16 dicembre del 1970.
Nel 1971 apparve nel suo quinto film, Franz, il primo film diretto da lui stesso. Ne scrisse anche la sceneggiatura, insieme a Paul Andréota, e ne compose la colonna sonora con l'aiuto di François Rauber. Il cast del film comprendeva attori come Barbara, Danièle Evenou, Fernand Fabre, Serge Sauvions, Louis Navarre, Jacques Provins e François Cadet. Il film uscì nelle sale il 2 febbraio del 1972, e sebbene fosse stato apprezzato dalla critica non ottenne molto successo commerciale.
Sempre nel 1971 recitò nel suo sesto film, Inchiesta su un delitto della polizia, diretto da Marcel Carné con Paola Pitagora, Catherine Rouvel e Charles Denner. Brel recitava nei panni di un giudice locale, chiamato Bernard Level. Il film fu distribuito nelle sale il 7 maggio del 1971.
Nel 1972 Brel apparve nel suo settimo film, L'avventura è l'avventura, diretto da Claude Lelouch. Uscito il 4 maggio 1972, il film divenne un grande successo al botteghino. Durante le riprese, Brel conobbe e s'innamorò di una giovane attrice e ballerina, Maddly Bamy.
Sempre del 1972 recitò nel suo ottavo film, Le Bar de la Fourche, diretto da Alain Levent, con Rosy Varte e Isabelle Huppert, interpretando la parte di un ubriacone amante della libertà e delle donne, chiamato Vincent Van Horst. Il film uscì nelle sale il 23 agosto del 1972.
Nel 1973 Brel apparve nel suo nono film, Le Far-West, il secondo lungometraggio da lui diretto. Il cast del film comprendeva Gabriel Jabbour, Danielle Evenou e Arlette Lindon. Il plot narrativo del film vedeva Jacques, un quarantenne di Bruxelles, entrare in possesso di un potere magico, donatogli da un fachiro prima di morire. Il film uscì il 15 maggio del 1973.
Ancora nel 1973 fu la volta del suo decimo e ultimo film, Il rompiballe, diretto da Édouard Molinaro con Lino Ventura, Caroline Cellier e Jean-Pierre Darras. Jacques Brel e François Rauber ne composero la colonna sonora. Il film uscì nelle sale il 20 settembre 1973, ottenendo notevole successo.

## Cover
Le sue canzoni sono state reinterpretate in lingua originale da molti artisti: Juliette Gréco, Isabelle Boulay, Florent Pagny, Serge Lama, Dalida, Céline Dion, Nina Simone, Marlene Dietrich, Barbara, Ginette Reno, Johnny Hallyday, Garou, Guesch Patti, Hélène Ségara, Julie Zenatti, Ute Lemper, Charis Alexiou, Bruno Pelletier, Carl Anderson, David Bowie. Tra gli artisti che in Italia hanno interpretato le sue canzoni ricordiamo in particolare Duilio Del Prete, Gipo Farassino, Giorgio Gaber, Dori Ghezzi, Bruno Lauzi, Gino Paoli, Gigliola Cinquetti, Patty Pravo, Ornella Vanoni e Franco Battiato. Traduzioni delle sue canzoni (famosa è Ne me quitte pas in inglese con il titolo di If you go away) in italiano, inglese, emiliano, corso, tedesco sono state eseguite da David Bowie (Amsterdam), Gino Paoli, Patty Pravo e Dalida (Non andare via), Franco Califano (Ne me quitte pas in francese), e dal salsero colombiano Yuri Buenaventura che l'ha inserita nel suo disco Herencia Africana del 1996; Scott Walker, Luca Faggella (che ha dedicato un intero album di cover a Brel), Terry Jacks, Alex Harvey, Jack Lukeman, Marc Almond, The Paper Chase, John Denver (Amsterdam), Shirley Bassey (If you go away), Emilíana Torrini (If you go away), Helen Merrill (If you go away), Ute Lemper (If you go away, Amsterdam), I Muvrini (Amsterdam), Herbert Pagani (Lombardia, Che bella gente, Il moribondo), Pippo Pollina (Amsterdam), The Dresden Dolls (Amsterdam), Franco Battiato, Patty Pravo, Petra Magoni e Ferruccio Spinetti, Luca Barbarossa, Susanna Parigi (La canzone dei vecchi amanti), Giorgio Gaber (Che bella gente, I borghesi), Joe Sentieri (che tradusse e incise in genovese Vesoul, Jacky, Jef e La chanson des vieux amants), Bruno Lauzi (I bonbon, Le bigotte, Quella gente là), Rossana Casale, Walter Di Gemma, Dino Sarti (Dim se l'è veira (Dites si c'était vrai) - Vein amigh, vein (jef) - In dal pôrt d'Amsterdam (Amsterdam) - I vic (Les vieux) (… I vecchi), Giulio Casale (Se non hai che l'amore), Roberto Vecchioni (Le stagioni del sole) e dal polacco Jan Riesenkampf. Nel 1999 Rossana Casale ha dedicato un intero album di cover a Brel, dal titolo Jacques Brel in Me. Duilio Del Prete ha inciso molte traduzioni di Brel, racchiuse in un album doppio.
Gigi Proietti prende affettuosamente in giro Ne me quitte pas nel suo celebre sketch Il cantante di night club. Nel CD In territorio nemico del 2007, scritto da Giorgio Faletti per Milva, la cantante interpreta Jacques, raffinata canzone ispirata a Brel.

## Discografia
La prima registrazione di Jacques Brel, è un singolo pubblicato nel 1953, comprendente il brano La Foire sul lato A e il brano Il y a sul lato B.
L'anno dopo, nel 1954, fu pubblicato il primo album del cantautore, Grand Jacques, conosciuto anche con il titolo di Jacques Brel et ses chansons che, sebbene senza riscuotere molto successo, lo fece notare nell'ambiente.
Nel 1957, il secondo album, Quand on n'a que l'amour , contiene l'omonimo brano che lo lancerà al successo internazionale.
Qui di seguito, la discografia ufficiale di Brel, ricostruita facendo riferimento al box-set Boîte à Bonbons, pubblicato nel 2003, e comprendente 16 Cd, con tutti gli album originali del cantautore:

### Album in studio
- Grand Jacques (1954)
- Quand on n'a que l'amour (1957)
- Au Printemps (1958)
- La Valse à mille temps (1959)
- Marieke (1961)
- Les Bourgeois (1962)
- Les Bonbons (1966)
- Ces Gens-Là (1966)
- Jacques Brel 67 (1967)
- J'arrive (1968)
- L'Homme de la Mancha (1968)
- Ne me quitte pas (1972)
- Les Marquises (1977)

### Album dal vivo
- Enregistrement Public à l'Olympia 1961 (1962)
- Enregistrement Public à l'Olympia 1964 (1964)

### Box set, compilation, e rarità
- Boîte à Bonbons (2003)
- Infiniment (2003)
- Chansons ou Versions Inédites de Jeunesse (2003)

## Filmografia
- Attentato al pudore (Les Risques du métier), regia di André Cayatte (1967)
- La banda Bonnot (La Bande à Bonnot), regia di Philippe Fourastié (1968
- Mio zio Beniamino, l'uomo dal mantello rosso (Mon oncle Benjamin), regia di Édouard Molinaro (1969)
- Il fascino sottile della perversione (Mont-Dragon), regia di Jean Valère (1970)
- Inchiesta su un delitto della polizia (Les Assassins de l'ordre), regia di Marcel Carné (1971)
- Franz, regia di Jacques Brel (1971)
- L'avventura è l'avventura (L'Aventure c'est l'aventure), regia di Claude Lelouch (1972)
- Le Bar de la Fourche, regia di Alain Levent (1972)
- Le Far-West, regia di Jacques Brel (1972)
- Il rompiballe (L'Emmerdeur), regia di Édouard Molinaro (1973)

## Jacques Brel in italiano
Le canzoni di Jacques Brel sono state spesso tradotte in italiano (Duilio Del Prete ha dedicato all'autore un intero album, intitolato Duilio Del Prete canta Brel, come anche Rossana Casale nel 1999 con l'album Jacques Brel in me); di seguito riportiamo un elenco non esaustivo delle principali cover (con l'indicazione del titolo in italiano, dell'interprete e dell'anno di pubblicazione).

Alcune canzoni risultano essere state incise con diverse traduzioni (è il caso, per esempio, di Le Moribond).
| Anno | Titolo originale            | Titolo italiano          | Autore del testo in italiano       | Esecutori |
| ---- | --------------------------- | ------------------------ | ---------------------------------- | --- |
| 1962 | Ne me quitte pas            | Non andare via           | Gino Paoli                         | Gino Paoli; poi Patty Pravo nel 1970 e Rossana Casale (Jacques Brel in me) nel 1999                                                                                      |
| 1966 | Le Moribond                 | Testamento all'italiana  | Herbert Pagani                     | Herbert Pagani |
| 1966 | Le plat pays                | Lombardia                | Herbert Pagani                     | Herbert Pagani |
| 1966 | Ces gens-là                 | Quella gente là          | Bruno Lauzi                        | Bruno Lauzi |
| 1969 | Ces gens-là                 | Che bella gente          | Herbert Pagani                     | Herbert Pagani; poi Giorgio Gaber nel 1971 |
| 1970 | Les Bigottes                | Le bigotte               | Bruno Lauzi                        | Bruno Lauzi |
| 1971 | La Chanson des Vieux Amants | Canzone degli amanti     | Sergio Bardotti e Duilio Del Prete | Patty Pravo; poi Franco Battiato nel 1999, Rossana Casale (Jacques Brel in me) nel 1999 e Susanna Parigi nel 2006, con Kaballà, e nel 2008 Petra Magoni, con Musica Nuda |
| 1972 | Les bonbons                 | I bonbons                | Bruno Lauzi                        | Bruno Lauzi |
| 1972 | Mon enfance                 | Un bambino               | Bruno Lauzi                        | Bruno Lauzi |
| 1975 | Le Moribond                 | Stagioni fuori tempo     | Ermanno Capelli                    | Maurizio |
| 2001 | Amsterdam                   | Amsterdam                | Pippo Pollina                      | Pippo Pollina |
| 2005 | Le Moribond                 | Le stagioni nel sole     | Roberto Vecchioni                  | Roberto Vecchioni |
| 2008 | Les vieux                   | I vecchi non parlano più | Sergio Secondiano Sacchi           | Roberto Vecchioni |
| 2008 | Le Moribond                 | Questo nuovo amore       | Sergio Bardotti                    | Max Manfredi |
| 2008 | Je ne sais pas              | Io non lo so             | Sergio Bardotti e Nini Giacomelli  | Max Manfredi |
| 2008 | Le plat pays                | Questa pianura           | Sergio Bardotti e Gino Paoli       | Max Manfredi |

## Interpreti italiani
Le canzoni di Jacques Brel sono state cantate in italiano dai seguenti artisti (in ordine cronologico):
- Gino Paoli
- Herbert Pagani
- Sergio Endrigo
- Bruno Lauzi
- Luca Faggella
- Roby Matano
- Gipo Farassino
- Marie Antonazzo
- Duilio Del Prete
- Pierfrancesco Poggi
- Cristiano Metz
- Giulio Evangelista
- Patty Pravo
- Giorgio Gaber
- Dino Sarti
- Milly
- Maurizio Arcieri
- Grazia De Marchi
- Franco Visentin[10].
- Dori Ghezzi
- Filipponio
- Ornella Vanoni
- Gigliola Cinquetti
- Rino “Joe” Sentieri
- Dalida
- Renato Dibì
- Franco Battiato
- Susanna Parigi
- Rossana Casale
- Pippo Pollina
- Roberto Vecchioni
- Alessio Lega
- Giulio Casale
- Walter Di Gemma[11]
- Franco Califano

## Omaggi
- Nel 1981 Dalida omaggiò Brel, data la sua recente scomparsa, con una canzone dal titolo Il Pleut sur Bruxelles. Questo brano ottenne un grande successo: la cantante, per i bis richiesti, spesso lo interpretò più volte durante i suoi spettacoli.